# قره‌آغاج پشته
قره‌آغاج پشته روستایی است که در استان اردبیل، شهرستان مشگین‌شهر، بخش مرادلو، دهستان یافت قرار دارد.این روستا در مناطق قره داغ قرار دارد .این روستا منطقه حاصلخیز و پر از کوه است.

## جمعیت
بر اساس سرشماری سال ۱۳۸۵ جمعیت این روستا ۴۴۵ نفر با ۱۰۳ خانوار بوده‌است. 